# Прондзев (Белхатовський повіт)
Прондзев (пол. Prądzew) — село в Польщі, у гміні Русець Белхатовського повіту Лодзинського воєводства.
Населення — 208 осіб (2011).
У 1975-1998 роках село належало до Серадзького воєводства.

## Демографія
Демографічна структура станом на 31 березня 2011 року:
|          | Загалом | Допрацездатний вік | Працездатний вік | Постпрацездатний вік |
| -------- | ------- | ------------------ | ---------------- | -------------------- |
| Чоловіки | 119     | 19                 | 84               | 16                   |
| Жінки    | 89      | 15                 | 49               | 25                   |
| Разом    | 208     | 34                 | 133              | 41                   |